# Клейтон Пісані
Клейтон Пісані (мальт. Clayton Pisani; нар. 31 липня 1978, Іклін, Мальта) — мальтійський арбітр, обслуговуває матчі Прем'єр-ліги. З 2009 по 2017 роки — арбітр ФІФА. За професією - вчитель.
8 липня 2010 року дебютував у Лізі Європи УЄФА, судив матч між андоррським клубом «Лузітанос» та македонським клубом «Работнічкі» 0:6. 
З 26 травня 2014 року судить матчі національних збірних.

## Матчі національних збірних
| Дата           | Місце проведення          | Збірні                | Рахунок | Турнір               | ЖК | YK · YK · RK | RK |
| -------------- | ------------------------- | --------------------- | ------- | -------------------- | -- | ------------ | -- |
| 26 травня 2014 | Таллінн, Естонія          | Естонія – Гібралтар   | 1 – 1   | Товариський матч     | 4  | 0            | 0  |
| 13 червня 2015 | Лоуле, Португалія         | Гібралтар – Німеччина | 0 – 7   | Кваліфікація ЧЄ 2016 | 2  | 0            | 0  |
| 8 вересня 2015 | Вільнюс, Литва            | Литва – Сан-Марино    | 2 – 1   | Кваліфікація ЧЄ 2016 | 6  | 0            | 1  |
| 6 вересня 2016 | Андорра-ла-Велья, Андорра | Андорра – Латвія      | 0 – 1   | Кваліфікація ЧС 2018 | 8  | 0            | 0  |
| 9 жовтня 2016  | Єрусалим, Ізраїль         | Ізраїль – Ліхтенштейн | 2 – 1   | Кваліфікація ЧС 2018 | 2  | 0            | 0  |